# Euthalia cicero
Euthalia cicero är en fjärilsart som beskrevs av Herbst 1793. Euthalia cicero ingår i släktet Euthalia och familjen praktfjärilar. Inga underarter finns listade i Catalogue of Life.